# Fourchette de Vevey
La Fourchette de Vevey est une sculpture située sur la rive du Léman à Vevey, en Suisse. Exécutée en acier inoxydable, elle représente une fourchette de 8 mètres de haut et 1,3 mètre de large. Elle fait partie de l’Alimentarium, un musée qui présente une exposition permanente sur l’alimentation et l’histoire de Nestlé,.

## Historique
La Fourchette de Vevey a été initialement créée en 1995 par l’artiste suisse Jean-Pierre Zaugg pour marquer l’anniversaire des dix ans de l’Alimentarium. La Fourchette a été retirée en 1996, mais replacée plus tard, à la suite d’une pétition publique. En septembre 2007, la sculpture fait son retour à l’occasion de l’exposition temporaire « Couverts découverts ». À la fin de l'année 2008, le canton de Vaud accepte que la fourchette reste plantée dans le lac à une dizaine de mètres de la statue de Charlot, ancien citoyen de la ville.
L’Alimentarium affirme que la Fourchette de Vevey est la plus grande du monde, et depuis 2014, le Livre Guinness des Records l’a référencée comme telle,, mais il existe une fourchette plus grande (11 mètres de long) à Springfield, dans le Missouri, et une autre encore plus grande (12 mètres de long) à Creede, dans le Colorado.

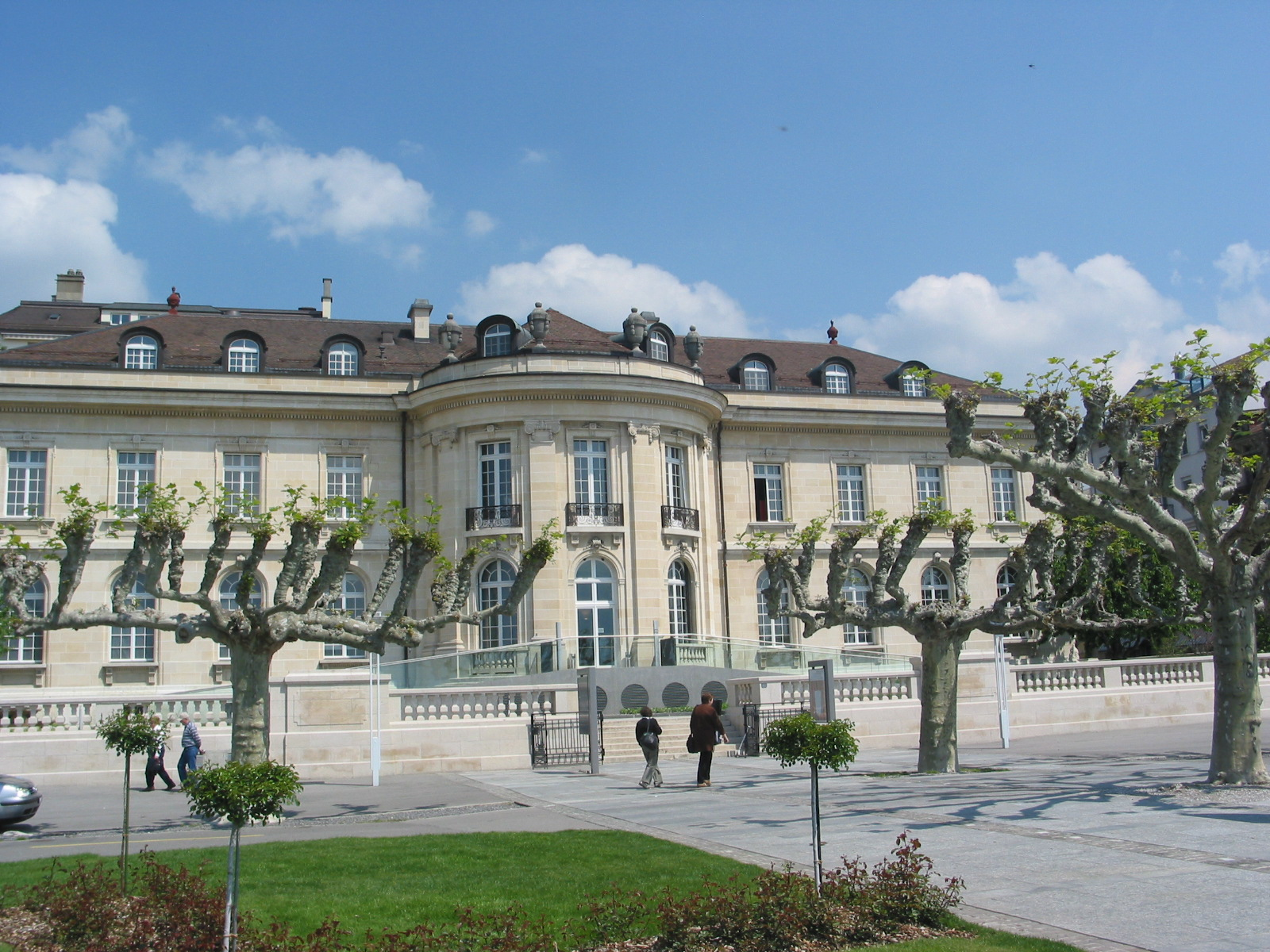
Alimentarium (musée de l'alimentation) à Vevey, en Suisse.
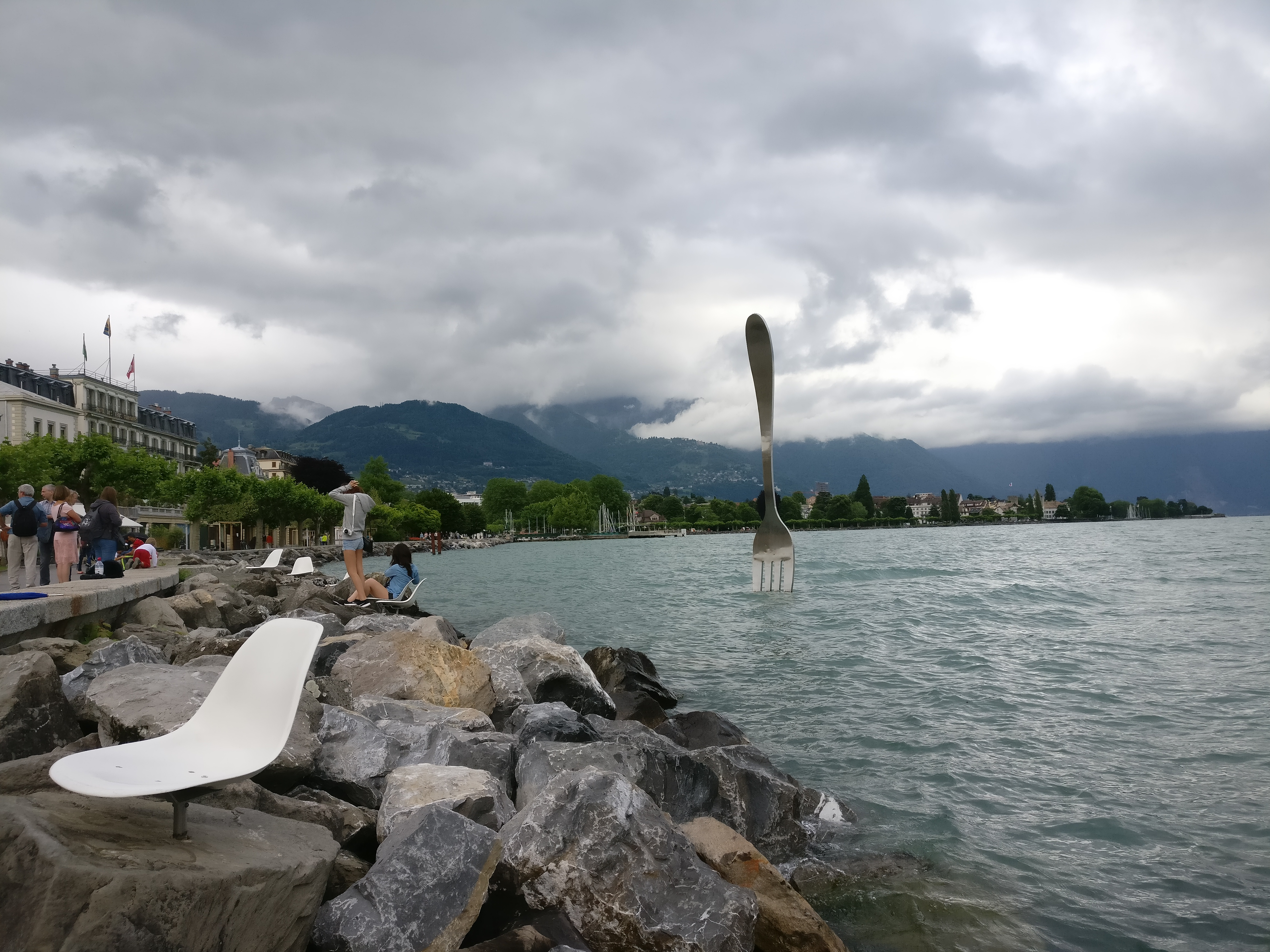
Fourchette de Vevey.
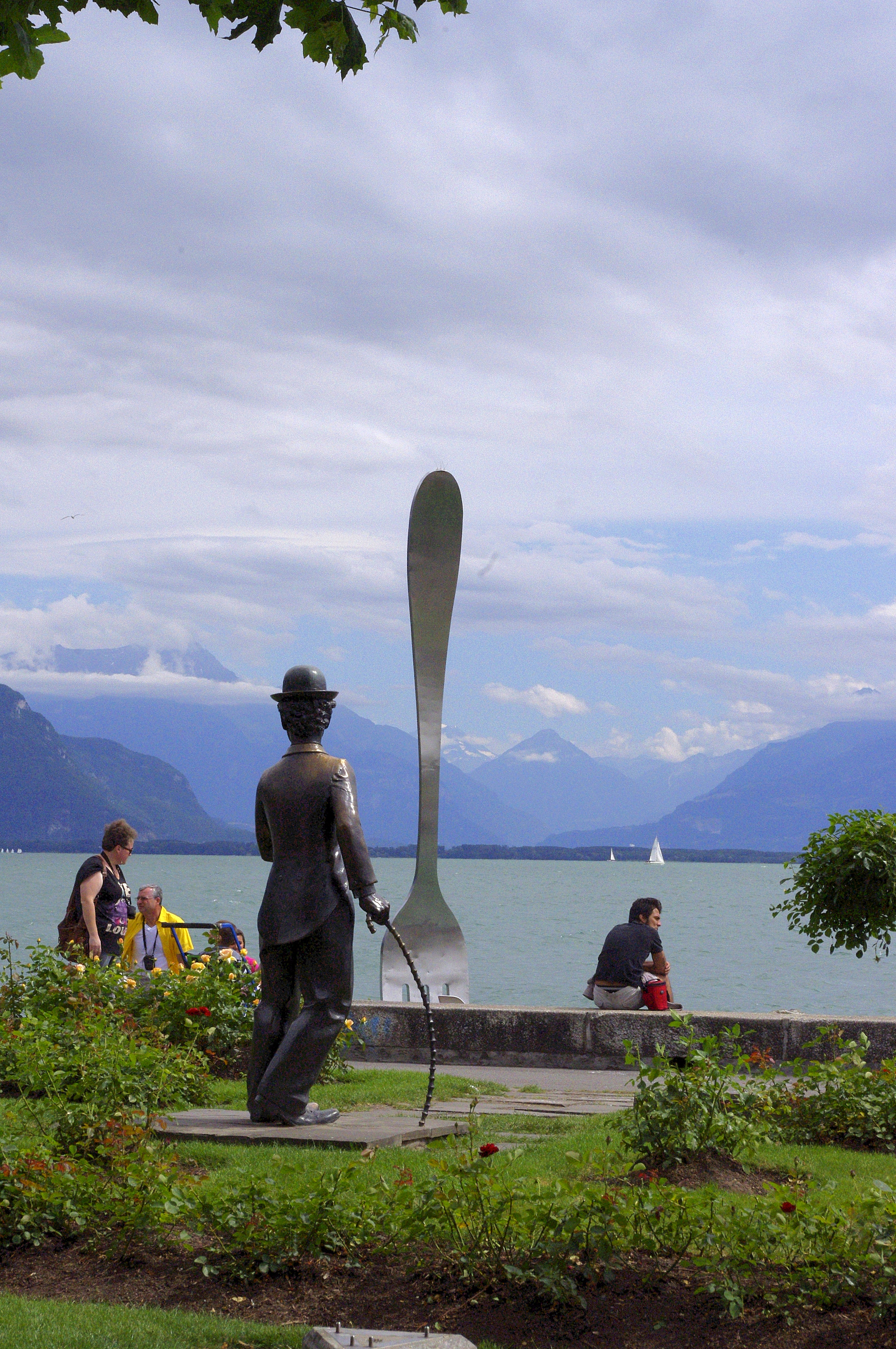
Statue de Charlot de dos face à la fourchette.